# الحزب الشيوعي التركي
الحزب الشيوعي التركي (باللغة التركيّة:Türkiye Komünist Partisi)، حزب سياسي شيوعي يساري تركي،الحزب كان محظور سياسياً منذ تاريخ تأسيسه 1921 أعيد تشكيله عام 2001.

## وصلات خارجية
- موقع الحزب الرسمي